# 김묘선의 FM모닝쇼
김묘선의 FM모닝쇼는 대구MBC FM4U(FM 95.3㎒)에서 매일 오전 7시부터 오전 9시까지 방송되는 대구·경북 지역의 아침정보 라디오 프로그램이다.

## 코너소개

### 월요일
- 수리수리 미수리(출연 : 정효찬) : 미대오빠 핑크찰리가 들려주는 미술 이야기
- 모닝글로리 모닝글요~기 : 아침에 피는 이야기꽃, 청취자 사연

### 화요일
- 모닝 음악살롱	: 뮤지션의 음악과 비하인드 스토리
- 달리는 석기자(출연 : 석원 기자) : 석원 기자에게 듣는 뉴스 모아모아~

### 수요일
- 소곤소곤 역사 이야기(출연 : 김옥경 역사강사) : 아침에 듣는 재미있는 역사 이야기
- 찰리와 와이만화방(출연 : 정효찬) : 만화 좋아하는 모닝가족, 다 모여라.

### 목요일
- 우리말 나르샤~(출연 : 홍아영 리포터) : 우리말 바로 알기, 재미있는 신조어
- 밥차(2,4주) : 모닝쇼 대표코너 밥차 진행(출연 : 진상규, 김동엽)
- 막쇼(나머지 주) : 궁금해요, 남들 사는 이야기(출연 : 진상규)

### 금요일
- 아낌없이 들려주는 나무 이야기(출연 : 예근수) : 재미있고 놀라운 나무와 꽃 이야기
- 댄스리믹스타임 : 신나는 댄스 리믹스로 잠 깨우기

### 토요일
- 신청곡 A/S : 평일에 다 못 전한 신청곡 듣기
- 토토영화 & OST : OST로 듣는 한편의 영화
- 그 작가의 비밀수첩(출연 : 이진이 작가) : 문학작품과 작가의 숨은 이야기
- 테마 뮤직 : 하나의 주제로 듣는 음악들

### 일요일
- 신청곡 A/S : 평일에 다 못 전한 신청곡 듣기
- 핫송송 : 지금 핫한 최신곡 듣기
- 너, 그거 아니?(출연 : 최선아 리포터) : 얇지만 넓게~ 궁금한 이것저것을 속시원히 알아본다
- 테마 뮤직 : 하나의 주제로 듣는 음악들

## 같이 보기
- FM모닝쇼
- 대구문화방송
- MBC FM4U
- 굿모닝FM 테이입니다